# Alejandro Balde
Alejandro Balde Martínez (sinh 18 tháng 10 năm 2003) là cầu thủ bóng đá người Tây Ban Nha chơi tại vị trí hậu vệ cánh trái cho câu lạc bộ La Liga Barcelona và Đội tuyển bóng đá quốc gia Tây Ban Nha. Anh được nhiều người đánh giá là một trong những hậu vệ trái trẻ xuất sắc nhất thế giới.

## Sự nghiệp câu lạc bộ
Sinh ra ở Barcelona, Catalunya, có cha là người Guinea-Bissau và mẹ là người Dominica, Balde gia nhập FC Barcelona vào năm 2011 khi mới 8 tuổi sau khi thăng hạng tại RCD Espanyol. Vào tháng 7 năm 2021, anh ký gia hạn hợp đồng với Barcelona đến năm 2024 với điều khoản giải phóng là 500 triệu euro.
Balde đã gây ấn tượng trong giai đoạn tiền mùa giải vào mùa hè năm 2021 và bắt đầu chiến dịch mới với tư cách là phương án dự bị chính cho Jordi Alba tại Camp Nou. Anh ngồi dự bị trong trận mở màn gặp Real Sociedad và trận tiếp theo gặp Athletic Bilbao. Vào ngày 14 tháng 9 năm 2021, anh chơi trận đấu chính thức đầu tiên cho đội một của Barcelona thay cho Alba ở phút thứ 74 trong trận thua 3–0 trước Bayern Munich ở vòng bảng UEFA Champions League.
Từ đầu mùa giải 2022–23, Balde được huấn luyện viên Xavi giao cho vai trò nổi bật hơn, xuất phát trong nhiều trận đấu hơn Jordi Alba và được đá chính nhiều hơn trong các trận đấu quan trọng.

## Sự nghiệp quốc tế
Balde bất ngờ nhận được cuộc gọi lên Đội tuyển quốc gia Tây Ban Nha hai ngày trước khi bắt đầu FIFA World Cup 2022, vì hậu vệ trái José Gayà đã dính chấn thương mắt cá chân khi tập luyện. Vào ngày 23 tháng 11 năm 2022, anh có trận đấu quốc tế đầu tiên trong chiến thắng 7–0 trước Costa Rica, thay cho Jordi Alba ở phút thứ 64.

## Thống kê sự nghiệp

### Câu lạc bộ
Tính đến ngày 20 tháng 5 năm 2023
| Câu lạc bộ          | Mùa giải            | Giải vô địch          | Giải vô địch | Giải vô địch | Cúp quốc gia | Cúp quốc gia | Châu lục | Châu lục | Khác | Khác | Tổng cộng | Tổng cộng |
| Câu lạc bộ          | Mùa giải            | Hạng đấu              | Trận         | Bàn          | Trận         | Bàn          | Trận     | Bàn      | Trận | Bàn  | Trận      | Bàn       |
| ------------------- | ------------------- | --------------------- | ------------ | ------------ | ------------ | ------------ | -------- | -------- | ---- | ---- | --------- | --------- |
| Barcelona Atlètic   | 2020–21             | Segunda División B    | 15           | 0            | —            | —            | —        | —        | 1    | 0    | 16        | 0         |
| Barcelona Atlètic   | 2021–22             | Primera División RFEF | 14           | 0            | —            | —            | —        | —        | 0    | 0    | 14        | 0         |
| Barcelona Atlètic   | Tổng cộng           | Tổng cộng             | 29           | 0            | 0            | 0            | 0        | 0        | 1    | 0    | 30        | 0         |
| Barcelona           | 2021–22             | La Liga               | 5            | 0            | 0            | 0            | 2        | 0        | 0    | 0    | 7         | 0         |
| Barcelona           | 2022–23             | La Liga               | 33           | 1            | 4            | 0            | 6        | 0        | 1    | 0    | 44        | 1         |
| Barcelona           | Tổng cộng           | Tổng cộng             | 38           | 1            | 4            | 0            | 8        | 0        | 1    | 0    | 51        | 1         |
| Tổng cộng sự nghiệp | Tổng cộng sự nghiệp | Tổng cộng sự nghiệp   | 67           | 1            | 4            | 0            | 8        | 0        | 2    | 0    | 81        | 1         |

1. ↑  Ra sân tại Segunda División B play-offs
2. ↑  Ra sân tại UEFA Champions League
3. ↑  4 lần ra sân tại UEFA Champions League, 2 lần ra sân tại UEFA Europa League
4. ↑  Ra sân tại Supercopa de España

### Quốc tế
Tính đến ngày 25 tháng 3 năm 2023
| Đội tuyển quốc gia | Năm       | Trận | Bàn |
| ------------------ | --------- | ---- | --- |
| Tây Ban Nha        | 2022      | 4    | 0   |
| Tây Ban Nha        | 2023      | 1    | 0   |
| Tổng cộng          | Tổng cộng | 5    | 0   |

## Danh hiệu

### Câu lạc bộ

#### Barcelona
- La Liga: 2022–23[14]
- Supercopa de España: 2022–23[15]

### Cá nhân
- La Liga Đội hình của mùa giải: 2022–23[16]